# ازهر الشرایطی
ازهر الشرایطی (عربی: الأزهر الشرایطی)، (زاده: ۱۶ مارس ۱۹۱۹- درگذشته: ۲۴ ژانویه۱۹۶۳) از مبارزین و مقاومت کنندگان ملی تونسی در مقابل استعمار فرانسه بود. وی در یک خانواده فقیر و کشاورز در منطقه باطن العیش متولد شده و اصل و نسب او به یکی از خاندان‌های قبیله الهمامه بر می‌گردد. در اواخر دهه چهل او یکی از هزاران جوانی بود که به آرمان فلسطین علاقه‌مند شد و در سال ۱۹۴۷ به جبهه‌های نبرد فلسطینی‌ها رفت و بمدت دو سال در آنجا بود. او به دلیل فعالیت‌هایی که داشت مورد شک مقامات فرانسوی قرار گرفته بود.

## مقاومت
الشرایطی در تشکیل اولین هسته مسلح برای رویارویی با استعمار در تونس شرکت کرد و همراه با مبارزین دیگری از قبیل احمد التلیلی و محمد عماره در روز ۱۶ سپتامبر ۱۹۵۱ سوگند یاد کرد. او در نبردهای متعددی از جمله نبرد زلین در ۱۹۵۲، نبرد السلوم در پاییز ۱۹۵۲، نبرد سیدی عیش در ۲۰ و ۲۱ نوامبر ۱۹۵۴ که یکی از بزرگترین نبردها علیه استعمار در شمال آفریقا به حساب می‌آمد شرکت داشت و به دلیل رشادتهایی که در این نبردها نشان داد بسرعت بعنوان یکی از رهبران جنبش علیه فرانسویان تبدیل شد. او در کنفرانسی که رهبران مقاومت در بهار ۱۹۵۴ در جبل سمامه برگزار کردند بعنوان رهبر مقاومت انتخاب شد و مطبوعات فرانسوی در دسامبر ۱۹۵۵ او را بعنوان یکی از قهرمانان اساطیری توصیف کردند.

## با بورقیبه
هنگامی که حبیب بورقیبه از مقاومت کنندگان خواست که سلاحشان را تحویل دهند، یکی از کسانی که جواب مثبت داد الشرایطی بود که سلاحش را در تاریخ ۸ دسامبر ۱۹۵۴ تحویل داد علی‌رغم اینکه بقیه چنین کاری را نکردند. در جریان یک درگیری بین گروهی که حاضر به تحویل سلاح نبودند با دولت، الشرایطی در کنار بورقیبه قرار گرفت و در رأس یک گروه ۴۰ نفره با مقامت کنندگان درگیر شد.

## علیه بورقیبه
الازهر الشرایطی از نظام جدید ناامید شد و این باعث شد که در یک تلاش برای کودتا شرکت کند، این کودتا که به کودتای الازهر الشرایطی معروف شد در اواخر دسامبر ۱۹۶۲ کشف گردید. در این کودتا تعدادی از افسران گارد ملی از جمله حسن مرزوق نیز شرکت داشتند.

## محاکمه و اعدام
الشرایطی به همراه ۱۲ تن دیگر در یک دادگاه نظامی محاکمه و در روز ۱۷ ژانویه ۱۹۶۳ حکم اعدام در مورد آنها صادر شد و روز ۲۴ ژانویه این حکم به اجرا درآمد.